# Edward Boyle (baron Boyle de Handsworth)
Pour les articles homonymes, voir Edward Boyle et Boyle.
Edward Charles Gurney Boyle, baron Boyle de Handsworth, (31 août 1923-28 septembre 1981) est un homme politique du Parti conservateur britannique et vice-chancelier de l'Université de Leeds.

## Jeunesse et carrière
Boyle est né à Kensington, Londres, le fils aîné d'Edward Boyle, 2e baronnet, et succède à son père en 1945. Il fait ses études au Collège d'Eton et est diplômé de Christ Church, Oxford, en 1949 avec un BA de troisième classe (converti plus tard en MA) en histoire. De 1942 à 1945, il est agent administratif subalterne temporaire au ministère des Affaires étrangères. Il travaille à Bletchley Park dans le domaine du renseignement.

## Carrière politique
Boyle entre au Parlement en 1950 en tant que député de Birmingham Handsworth, un siège qu'il occupe jusqu'en 1970. Il est secrétaire parlementaire privé du sous-secrétaire d'État à l'air de 1951 à 1952 et au sous-secrétaire d'État à la défense en 1952, secrétaire parlementaire du ministre de l'approvisionnement de 1954 à 1955, secrétaire économique au Trésor de 1955 à 1956, secrétaire parlementaire du ministre de l'Éducation de 1957 à 1959, secrétaire financier au Trésor de 1959 à 1962, ministre de l'Éducation de 1962 à 1964 et ministre d'État à l'Éducation et aux Sciences en 1964. En 1957, il ouvre le nouveau bloc d'enseignement et l'extension du bloc scientifique à l'école Abingdon. À sa retraite du Parlement en 1970, Boyle est fait pair à vie avec le titre de baron Boyle de Handsworth, de Salehurst dans le comté de Sussex.

## Université de Leeds

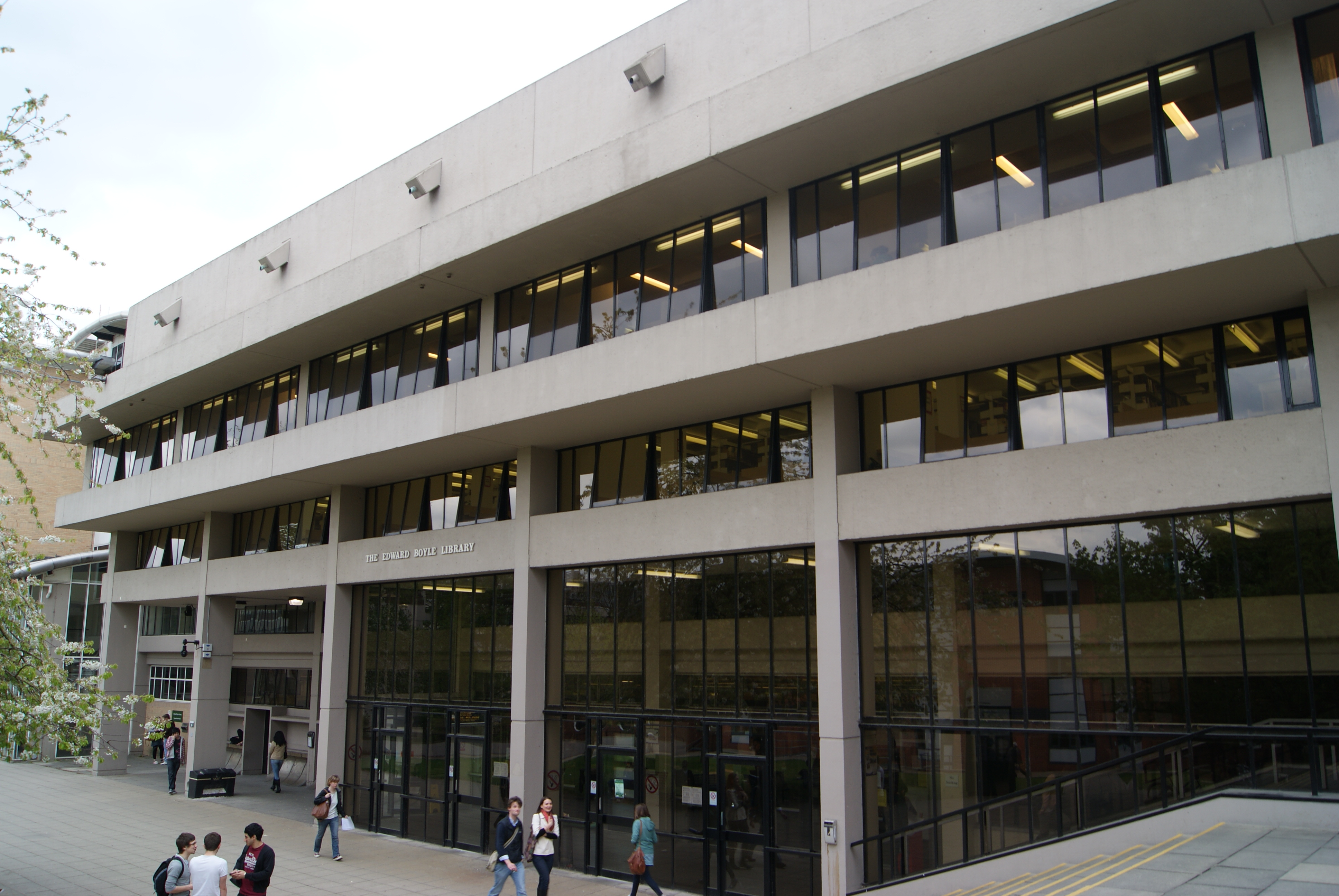
La bibliothèque Edward Boyle de l'Université de Leeds nommée en son honneur.

Boyle est nommé vice-chancelier de l'Université de Leeds en 1970. Il est administrateur du British Museum de 1970 à 1981 et président du comité des vice-chanceliers et directeurs des universités britanniques de 1977 à 1979.
En 1977, il devait donner les Reith Lectures pour la BBC. Malgré 2 ans de préparation, il se retire avec un préavis de 3 mois.
Boyle est décédé d'un cancer à Leeds le 28 septembre 1981, à l'âge de 58 ans. Il était célibataire et sans enfant. Sa pairie s'éteint à sa mort, et le titre de baronnet passe à son frère, Richard.
Boyle est nommé compagnon d'honneur (CH) le 13 juin 1981.

## Publications
- La politique de l'éducation: Edward Boyle et Anthony Crosland en conversation avec Maurice Kogan (Penguin education specials), éd. M. Kogan, Harmondsworth : Pingouin, 1971.
- Le chevet 'Guardian' 22 (1972-73) . Introduction, Londres : Collins, 1973.